# Racopilum microphyllum
Racopilum microphyllum är en bladmossart som beskrevs av Bescherelle 1894. Racopilum microphyllum ingår i släktet Racopilum och familjen Racopilaceae. Inga underarter finns listade i Catalogue of Life.